# Elena Rodrigues
Elena Rodrigues (Minneapolis, Minnessota, 14 de janeiro de 1990) é uma treinadora e ex-patinadora artística americano-brasileira que representou o Brasil em competições internacionais. Ela foi a primeira brasileira a competir no Campeonato Mundial Júnior, após obter a 44ª colocação na edição de 2008 da competição, quando quebrou o recorde nacional ao obter 29,14 pontos no programa curto, sendo depois superada por Isadora Williams. Em 2010, ela participou do Campeonato dos Quatro Continentes, no qual obteve a melhor colocação da equipe brasileira feminina ao se classificar em 35º lugar. Em 2011, ela também foi a melhor colocada do país entre as mulheres na Universíade de Inverno após terminar a competição na 28ª posição.

## Vida pessoal
Elena é filha de pai brasileiro e mãe americana, o que lhe conferiu cidadania dupla. Ela é formada em educação física pela Universidade de Miami e se tornou professora da Universidade Michigan Tech, onde coordenava aulas de patinação. Atualmente, é treinadora no Winsconsin Figure Skating Club.

## Carreira
Elena Rodrigues começou a patinar aos três anos após assistir à irmã mais velha, Irena, em um rink. Até os nove anos, dividia os treinos entre a patinação e o futebol, mas dali em diante passou a se dedicar exclusivamente como patinadora. Ela chegou a competir pelos Estados Unidos na patinação sincronizada, e, até os 15 anos, não pensava em representar o Brasil internacionalmente, porém, após pesquisa conjunta de seus pais e do técnico, descobriram a CBDG e entraram em contato para a possibilidade de competir pelo país no nível júnior. Em 2008, a atleta se tornou a primeira patinadora brasileira a disputar o Mundial Júnior, terminando em 44º lugar dentre 56 atletas.
Após o ingresso na faculdade, a agenda de treino foi reduzida a apenas duas horas diárias, o que dificultou seu prosseguimento como atleta internacional e interrompeu os planos da Confederação de enviá-la como representante do Brasil para os Jogos Olímpicos de Sochi, em 2014. Ainda assim, Elena chegou a competir em campeonatos locais nos Estados Unidos e assim foi convocada para representar o Brasil no Campeonato dos Quatro Continentes em 2010, no qual terminou na 35ª posição. Ela também competiu na Universíade de Inverno de 2011, finalizando a competição em 28º lugar. Declarando falta de verba para os treinos, encerrou ali sua carreira.

## Principais resultados
| Campeonato/Temporada              | 2007-08 | 2008-09 | 2009-10 | 2010-11 |
| --------------------------------- | ------- | ------- | ------- | ------- |
| Campeonato Mundial Júnior         | 44ª     |         |         |         |
| Campeonato dos Quatro Continentes |         |         | 35ª     |         |
| Universíade de Inverno            |         |         |         | 28ª     |